# 武斯特-菲施贝克
武斯特-菲施贝克是德国萨克森-安哈尔特州的一个市镇。总面积68.22平方公里，总人口1446人，其中男性741人，女性705人（2011年12月31日），人口密度21人/平方公里。